# Anja Schneider (Schauspielerin)

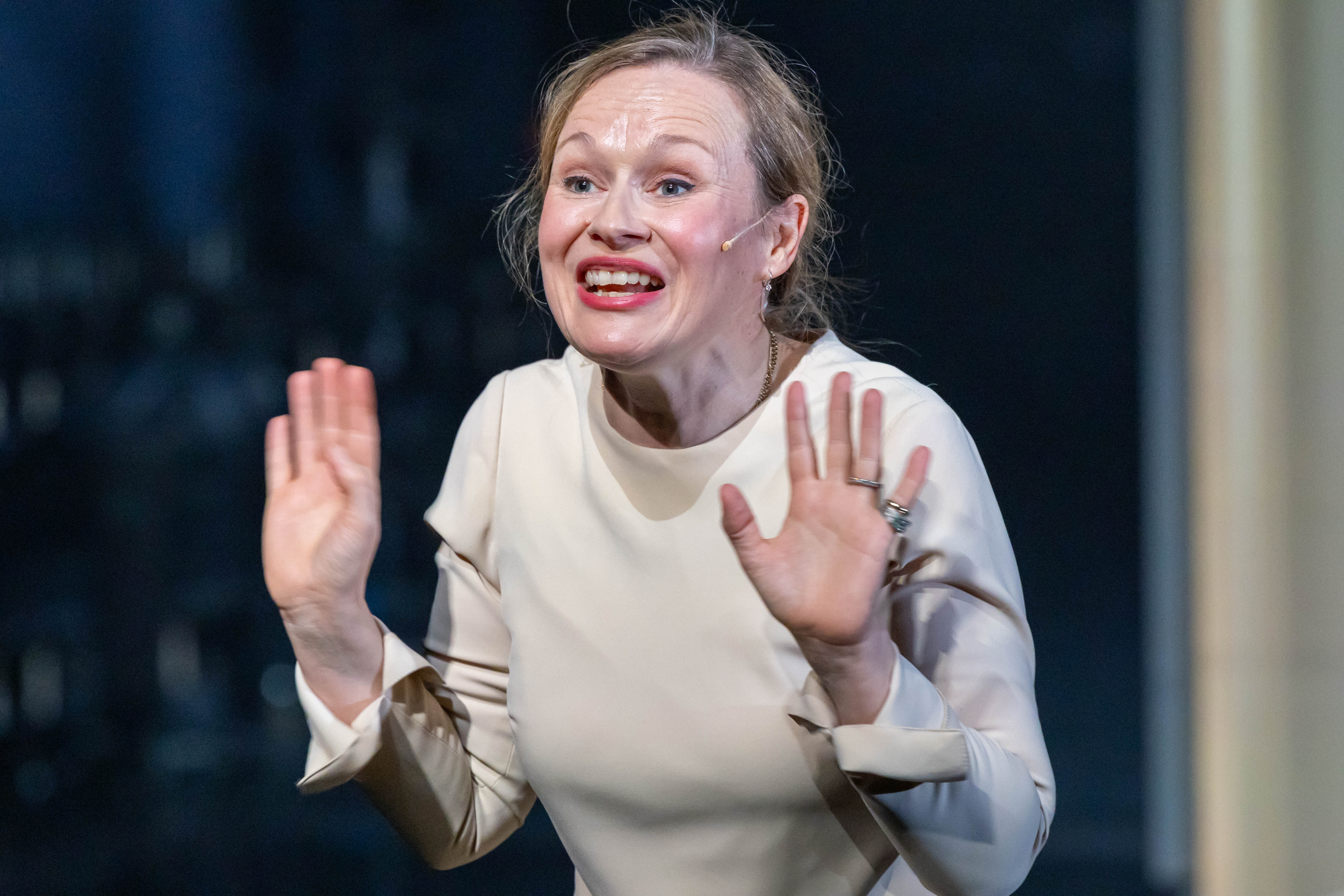
Anja Schneider (2024), Deutsches Theater / Kammer

Anja Schneider (* 1977 in Altenburg) ist eine deutsche Schauspielerin.

## Leben
Anja Schneider studierte von 1997 bis 2001 an der Hochschule für Schauspielkunst „Ernst Busch“ Berlin. Danach war sie am Schauspiel Leipzig engagiert und spielte erste Nebenrollen in Film und Fernsehen. 2006 wechselte sie zum Maxim-Gorki-Theater Berlin. Von 2013 bis 2015 gehörte sie dem Ensemble des Schauspiel Stuttgarts an. Seit 2016 spielt sie am Deutschen Theater Berlin.
Seit Herbst 2022 ist sie Mitglied der Deutschen Filmakademie.
Anja Schneider lebt in Berlin.

## Filmografie
- 2007: Ferien
- 2008: Polizeiruf 110: Keiner schreit (Fernsehreihe)
- 2008: SOKO Wismar (Fernsehserie, Folge Der Himmelsschreiber)
- 2010: Spreewaldkrimi: Der Tote im Spreewald (Fernsehreihe)
- 2011: Der Alte (Fernsehserie, Folge Nur noch die Finsternis)
- 2011: In aller Freundschaft (Fernsehserie, Folge Erwachen)
- 2015: Tatort: Hinter dem Spiegel (Fernsehreihe)
- 2015: Tatort: Ätzend
- 2016: Tschick
- 2016, 2018: SOKO Leipzig (Fernsehserie, verschiedene Rollen, 2 Folgen)
- 2017: Elisabeth von Rochlitz – Agentin der Reformation (Dokumentarfilm)
- 2017: Brut
- 2018: SOKO Hamburg (Fernsehserie, Folge Gefallener Engel)
- 2018: Tatort: Freies Land
- 2018: Für meine Tochter (Fernsehfilm)
- 2018: Kruso (Fernsehfilm)
- 2018: In aller Freundschaft – Die Krankenschwestern (Fernsehserie, 3 Folgen)
- 2019: Charité (Fernsehserie, Folge Letzte Hoffnung)
- 2019: Tatort: Das Nest
- 2019: Polizeiruf 110: Dunkler Zwilling
- 2019: Die Eifelpraxis (Fernsehreihe)
  - 2019: Herzenssachen
  - 2019: Körper und Geist
- 2020: Nord bei Nordwest – In eigener Sache (Fernsehreihe)
- 2020: Kokon
- 2020: Tatort: Die Nacht gehört dir
- 2021: Für immer Eltern (Fernsehfilm)
- 2021: Lieber Thomas
- 2021: Niemand ist bei den Kälbern
- 2021: Mission Ulja Funk
- 2022: Ich dich auch! (Fernsehserie, 1 Folge)
- 2023: Gestern waren wir noch Kinder (Fernsehserie, Folge 2)
- 2023: Blutholz (Fernsehfilm)
- 2023: Tatort: Borowski und das unschuldige Kind von Wacken
- 2023: Schlamassel
- 2024: Verbrannte Erde
- 2025: Mit der Faust in die Welt schlagen

## Theater (Auswahl)
Schauspielhaus Leipzig
- 2001: Hamlet, Regie: Wolfgang Engel
- 2002: Fräulein Julie, Regie: Ulrich Hüni
- 2003: Drei Schwestern, Regie: Antoine Uitdehaag
- 2004: Tango, Regie: Philipp Tiedemann
- 2005: Was Ihr wollt, Regie: Antoine Uitdehaag
- 2005: Don Carlos, Regie: Wolfgang Engel
- 2014: Zeiten des Aufruhrs, Regie: Enrico Lübbe
- 2016: Kruso, Regie: Armin Petras

 Maxim Gorki Theater Berlin 
- 2000: Blaubart – Hoffnung der Frauen, Regie: Aureliusz Smigie
- 2006: Baumeister Solness, Regie: Armin Petras
- 2007: Amphitryon, Regie: Jan Bosse[4]
- 2008: Antigone/Hyperion, Regie: Jan Bosse[5]
- 2009: Die Wahlverwandtschaften, Regie: Barbara Weber[6]
- 2010: Ein Mond für die Beladenen, Regie: Armin Petras[7]
- 2010: Dantons Tod, Regie: Sebastian Baumgarten[8]
- 2010: Penthesilea, Regie: Felicitas Brucker[9]
- 2011: Nora oder ein Puppenheim, Regie: Jorinde Dröse[10]
- 2013: Der Hals der Giraffe, Regie: Armin Petras

 Deutsches Theater Berlin 
- 2016: Die Glasmenagerie, Regie: Stephan Kimmig[11]
- 2017: Hochzeit, Regie: Andreas Kriegenburg[12]
- 2017: Versetzung, Regie: Brit Bartkowiak[13]
- 2017: Hochzeit Regie Andreas Kriegenburg
- 2018: Sommergäste, Regie: Daniela Löffner[14]
- 2018: Die stillen Trabanten, Regie: Armin Petras[15]
- 2018: Westend, Regie: Stephan Kimmig[16]
- 2021: Die Wildente, Regie: Stephan Kimmig[17]
- 2022: Auferstehung, Regie: Armin Petras[18]
- 2022: Caecilia in Auslöschung. Ein Zerfall nach Thomas Bernhard, Regie: Karin Henkel[19]
- 2022: Der Einzige und sein Eigentum von Sebastian Hartmann und PC Nackt nach Max Stirner, Regie: Sebastian Hartmann[20]
- 2022: Ora in Eine Frau flieht vor einer Nachricht von David Grossmann, Regie: Armin Petras

 weitere Spielstätten 
- 1999: Mauerstücke, Regie: Grażyna Kania, Schillerwerkstatt, Berlin
- 2013: Das Versprechen, Regie: Armin Petras, Staatsschauspiel Stuttgart
- 2015: Buch (5 Ingredientes de la Vida), Regie: Armin Petras, Münchner Kammerspiele[21]
- 2016: Orest. Elektra. Frauen von Troja, Regie: Stephan Kimmig, Schauspiel Stuttgart[22][23]

## Hörspiele (Auswahl)
- 2019: „Die Entgiftung des Mannes“ (MDR)

## Auszeichnungen
- 2010: Theaterpreis der Freunde des Maxim Gorki Theaters
- 2007: Leipziger Theaterpreis
- 2006: Otto-Kasten-Preis